# Dzięcioł magellański
Dzięcioł magellański (Campephilus magellanicus) – gatunek średniej wielkości ptaka z rodziny dzięciołowatych (Picidae), występujący w południowej części Ameryki Południowej. Jest największym dzięciołem Ameryki Południowej i trzecim co do wielkości z rodzaju Campephilus. Dwa większe gatunki – dzięcioł wielkodzioby i dzięcioł cesarski – są uznawane za krytycznie zagrożone. W Czerwonej księdze gatunków zagrożonych IUCN klasyfikowany jest jako gatunek najmniejszej troski (LC, Least Concern).

## Systematyka
Pierwszego naukowego opisu gatunku – na podstawie holotypu pochodzącego z Puerto del Hambre (Port Famine) w Cieśninie Magellana w Chile – dokonał australijski przyrodnik Phillip Parker King w 1827 roku, nadając mu nazwę Picus Magellanicus (niekiedy jako data pierwszego opisu podawany jest rok 1828). Nie wyróżnia się podgatunków.

## Morfologia
Duży dzięcioł o dłutowatym, długim, silnym, prostym dziobie koloru czarnego. Tęczówki żółte, wokół oka naga, czarna skóra. Głowa, szyja i górna część piersi u samców jaskrawoczerwona, a u samic czarna z czerwonym obszarem wokół nasady dzioba. Pióra głowy tworzą charakterystyczny czub. Reszta ciała obu płci jest czarna oprócz białych plam na barkówkach i wewnętrznych stronach lotek pierwszego i drugiego rzędu. Ogon dosyć długi, czarny z czterema większymi sterówkami środkowymi. Nogi silne z długim czwartym palcem, czarne. Osobniki młodociane podobne do dorosłych, dymorfizm płciowy zaczyna się uwidaczniać po około 15 dniach od wyklucia. Najbardziej charakterystyczną cechą różnic w upierzeniu jest zmiana wzoru czerwono-czarnego upierzenia na głowie. Młodociane samce mają czerwony szczyt głowy, policzki i czub, a resztę głowy czarną. Po około 2–3 miesiącach czerwone obszary upierzenia rozszerzają się na całą głowę. Długość ciała 36–38 cm, masa ciała samców 312–363 g, a samic 276–312 g.

## Zasięg występowania
Dzięcioł magellański występuje na terenach porośniętych przez lasy bukanowe, na nizinach i w górach do 2000 m n.p.m. Zasięg występowania rozciąga się od Linares w Chile i zachodniej części prowincji Neuquén w Argentynie na południe po obu stronach Andów aż do Archipelagu Ziemi Ognistej. Dzięcioł magellański jest gatunkiem osiadłym. Zasięg jego występowania według szacunków organizacji BirdLife International obejmuje około 891 tys. km².

## Ekologia
Jego głównym habitatem są nizinne i górskie lasy bukanowe ze starym drzewostanem położone po obu stronach Andów w Chile i Argentynie. Spotykany jest także w lasach wtórnych. Żeruje na pniach dużych drzew głównie gatunków lokalnych, czasami na gatunkach inwazyjnych takich jak sosna czy brzoza. Żywi się głównie larwami chrząszczy i motyli, ale także dorosłymi owadami, pająkami, owocami, a nawet niewielkimi kręgowcami oraz jajami i pisklętami wróblowatych. Żeruje w parach lub niewielkich stadach rodzinnych na dużych obszarach lasu. Obszar zajmowany przez takie stado może dochodzić do kilkudziesięciu hektarów. Dzięcioły magellańskie wykorzystują dziuple przez cały rok. Zaobserwowano, że w jednej dziupli może mieszkać rodzina do 5 osobników, alternatywnie członkowie rodziny mogą zamieszkiwać sąsiednie dziuple.

### Rozmnażanie
Dzięcioł magellański gniazduje w wykuwanych przez oboje rodziców dziuplach. Są one umieszczane najczęściej na wysokości 9–12 m nad ziemią. Mają głębokość ponad 30 cm od dolnej części otworu wlotowego, który jest owalny o wymiarach około 9 na 16 cm. Gniazda nie są wykorzystywane do następnych lęgów. Okres lęgowy trwa od października do stycznia. Lęgi odbywają się zwykle co 2 lata, co nie zdarza się u innych gatunków dzięciołów. W procesie wychowania młodych uczestniczy para rodziców. W jednym lęgu składane są jedno lub dwa jaja dzień po dniu lub z jednodniową przerwą. Jaja są wielkości 34×24 mm. Okres inkubacji wynosi 15–20 dni. Pisklę wyklute jako drugie zawsze umiera z głodu. Przez pierwsze 12 dni po wykluciu pisklę jest dokarmiane prawie bez przerwy w ciągu dnia, w miarę rośnięcia pisklęcia częstotliwość karmienia maleje. Po około 22 dniach, gdy pisklę jest wystarczająco duże, żeby dosięgnąć do wlotu do dziupli, karmione jest bez wchodzenia rodziców do środka. Po około 27 dniach rodzice wlatują do gniazda tylko okazjonalnie, głównie w celach oczyszczania go z odchodów. Zajmują się tym w zdecydowanej większości samce. Młode wylatują z gniazda około 45–50 dniach po wykluciu, pozostają z rodzicami przez okres 2 lub więcej lat i w pierwszym roku, a czasami nawet dłużej, są karmione przez rodziców.

## Status i ochrona
W Czerwonej księdze gatunków zagrożonych IUCN dzięcioł magellański jest klasyfikowany jako gatunek najmniejszej troski (LC, Least Concern) od 2004 roku. Liczebność populacji nie została oszacowana, ale gatunek ten opisywany jest jako rzadki. Trend liczebności populacji uznawany jest za spadkowy ze względu na utratę siedlisk, a także pożary. BirdLife International wymienia 24 ostoje ptaków IBA, w których ten gatunek występuje: 8 w Argentynie (m.in. Park Narodowy Lanín, Park Narodowy Los Glaciares, Park Narodowy Lago Puelo) i 16 w Chile (m.in. Park Narodowy Chiloé, Park Narodowy Torres del Paine, Park Narodowy Alberto de Agostini, Park Narodowy Conguillío, Park Narodowy Villarrica, Park Narodowy Puyehue, Park Narodowy Alerce Andino).